# Guerra civile di Siracusa (357 a.C.)
(Charles Rollin su Diodoro Siculo)
La guerra civile di Siracusa si riferisce agli eventi bellici che coinvolsero la polis aretusea durante il conflitto scoppiato tra Dione e Dionisio II, nel 357 a.C.

## Lo scontro tra Dionisio II e Dione nelle fonti antiche
Lo scontro tra il tiranno Dionisio II e l'accademico Dione, ebbe grande rilevanza nelle fonti antiche; una rilevanza che si protrasse fino all'epoca imperiale romana.
La guerra civile siracusana era infatti interpretata dagli antichi come un paradigma dello scontro tra la tirannia e la filosofia; in quanto uno dei contendenti era esponente del noto dinasta Dionisio I, e l'altro era conosciuto per essere il discepolo di Platone, dal quale aveva assorbito la dottrina di un governo filosofico.
Cicerone ad esempio si concentra sull'aspetto di Dione, analizzando l'insegnamento che Platone dovette avergli dato. Per cui l'oratore romano lascia piuttosto nell'ombra la figura di Dionisio II. Mentre Arriano scrisse un'opera su Dione (e un'altra su Timoleonte, ponendoli sullo stesso piano) nella quale pare che esaltasse la liberazione dalla tirannide di Dionisio II e dai barbari.
Nelle fonti ellenistiche la figura di Dionisio II appare, se pur in maniera negativa, in maniera costante, mentre in età imperiale Dionisio II diviene un'apparizione per cui si è perso interesse, da menzionare solo come nemico dei più interessanti personaggi: Dione e Timoleonte. Nell'età tardo-antica si sente piuttosto il bisogno di una chiara biografia su Dionisio I, la cui popolarità era ben nota anche in epoca romana, ma risultava abbastanza lacunosa a causa di una maggiore concentrazione degli antichi greci d'epoca ellenistica sulla figura di Dionisio II (le cui fonti appaiono in storici come Claudio Eliano e Ateneo, i quali per parlare dei tiranno utilizzarono fonti del IV-III sec. a.C.).

## Casus belli
Dione, zio di Dionisio II, è stato da questi esiliato da Siracusa. Vivendo nella Grecia continentale ottiene i favori dalle grandi metropoli dell'egeo. Il tiranno Dionisio II essendo geloso e sospettoso di Dione, decide di tagliargli i viveri suoi che dall'inizio dell'esilio fino a quel momento gli aveva sempre spedito.
Dopo lo screzio avuto con Platone, sempre per via di Dione, del quale il filosofo ateniese ne aveva insistentemente chiesto il ritorno in patria, Dionisio II accresce l'odio che provava per lo zio Dione. Per fargli un ulteriore torto quindi fa divorziare la moglie di lui, Arete, e la fa sposare con un suo amico, il mercenario Timocrate. Gli vende inoltre tutti i suoi beni.
Dione a questo punto, per vendicare le tante offese subite, decide di fare ritorno a Siracusa con la forza, con lo scopo di liberarla dalla dissennata tirannide di Dionisio II.

## Preparativi bellici

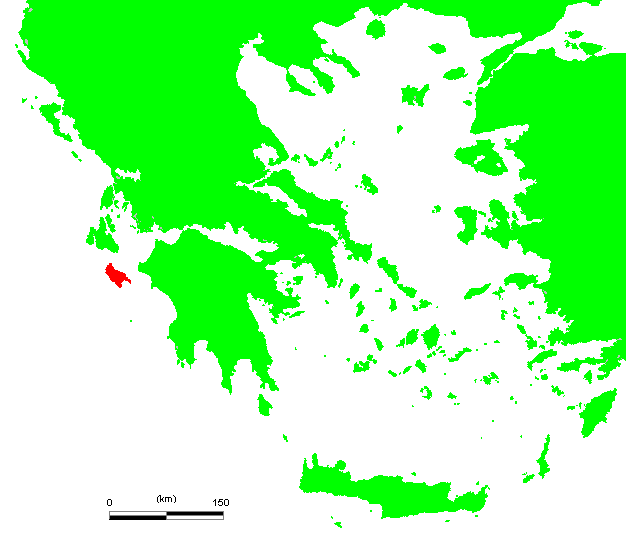
Evidenziata in rosso l'isola di Zacinto; il luogo da dove partì la spedizione di Dione diretta in Sicilia

Dione si prepara alla battaglia. Ad Olimpia incontra Platone, il quale gli racconta del suo terzo viaggio fallito a Siracusa. L'ex allievo del filosofo lo informa delle sue intenzioni belliche contro Dionisio II, ma Platone gli dice che non lo seguirà in questa sua avventura, perché contrario alle armi e perché in fondo a lui Dionisio II lo aveva comunque lasciato partire e non gli aveva fatto del male. Ma Dione era invece deciso nella sua spedizione. Lo accompagnarono alcuni accademici quali Timonide di Leucade, Eudemo di Cipro, Milta di Tessaglia e Callippo di Atene. Si recò poi nell'isola di Zacinto, presso la quale arruolò 800 soldati, pochi ma valorosi.
Quando questi seppero che il loro avversario era l'esercito del tiranno siracusano Dionisio II, s'intimorirono, pensando al numero complessivamente superiore dell'esercito aretuseo. Ma Dione seppe rincuorali facendo loro un discorso sul coraggio e sui valori che a Dionisio II mancavano.
(Niccolò Palmeri, Somma della Storia di Sicilia, Volume 1, pag. 148-149)

### L'eclissi di luna e lo sciame d'api
A giungere ulteriormente in soccorso della motivazione che Dione cercava di infondere nei suoi soldati, arrivò una provvidenziale eclissi di luna giorno 9 agosto 357 a.C.; e poiché per gli antichi i cambiamenti o fattori climatici avevano gran peso sulle credenze popolari, Milta da Tessaglia, che si diceva fosse un grande indovino interpretò positivamente quel fenomeno:
(Niccolo Palmeri sulla guerra civile siracusana.)
Altro buon segno è identificato in uno sciame d'api che si andò a posare sulla poppa di una delle navi dell'esercito di Dione.

### La partenza da Zacinto
Volendo fare un quadro dell'assetto militare con il quale Dione s'imbarcò per questa non facile impresa, ne emerge che egli partì per un'iniziativa non popolare né molto seguita, dato il minore numero di esuli siracusani e soldati scelti. Ma come vedremo più avanti, nel contesto concitato della polis aretusea, se pur in minor numero, l'esercito di Dione saprà farsi valere.
Gli storici ci informano che la spedizione partì da Zacinto in una notte d'estate, dopo un infiammato discorso dell'acheo Alcimene, un solenne sacrificio ad Apollo, un sontuoso banchetto nello stadio dell'isola egea.
(Plutarco, Vita di Dione, 25, 1)

## Lo sbarco in Sicilia

### L'approdo a Eraclea Minoa

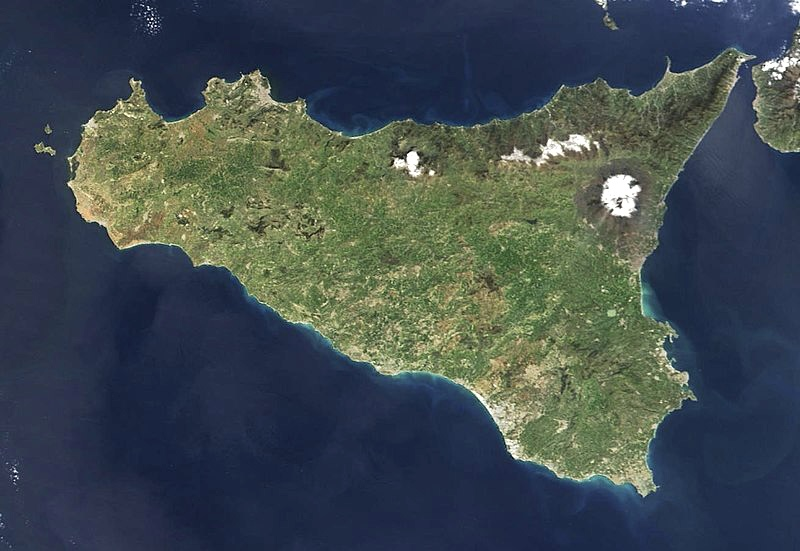
La Sicilia

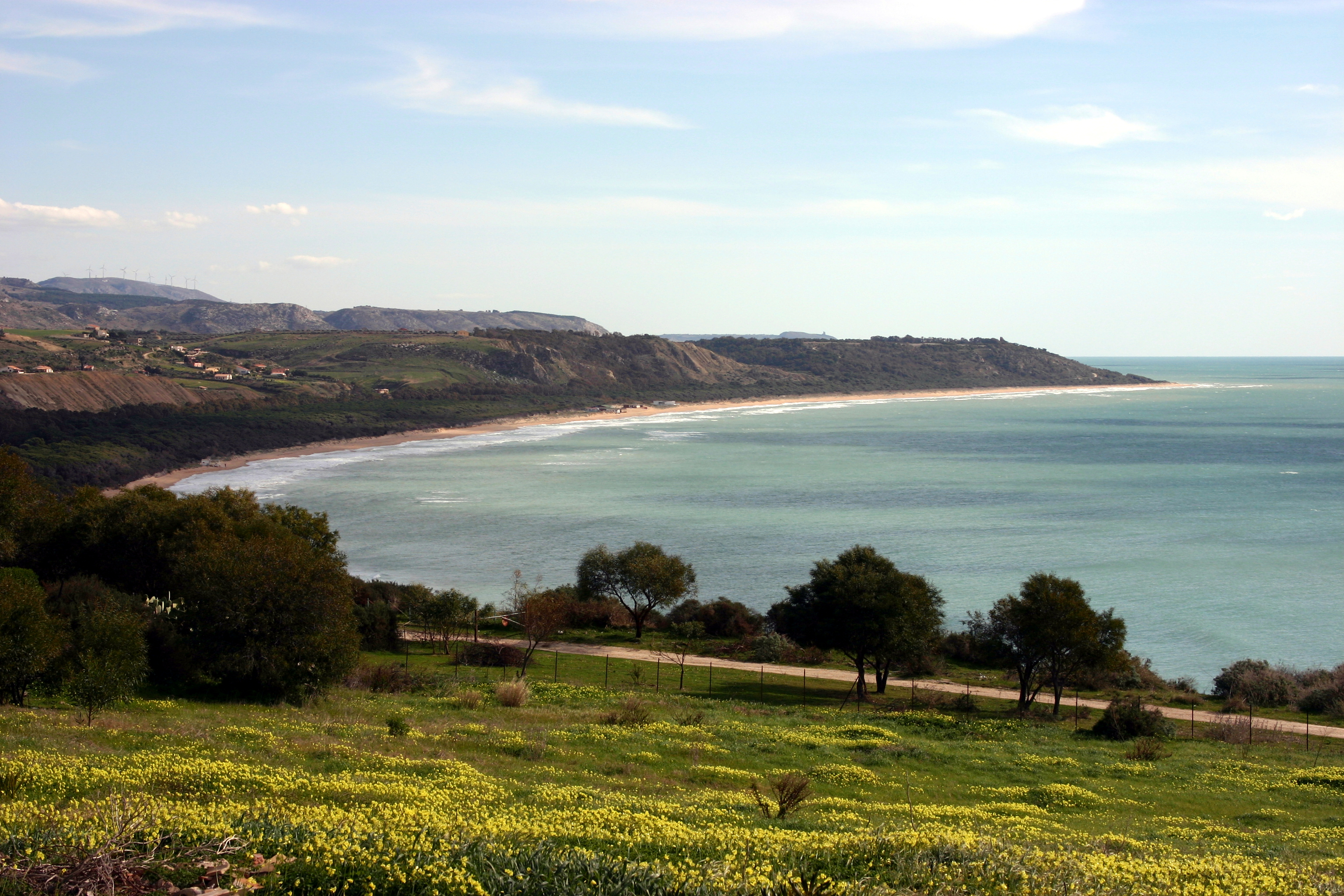
Eraclea Minoa (Sicilia centrale) dove sbarcò Dione con i suoi uomini

Dionisio II che forse prevedeva un passo bellico dell'ex amico e consigliere, cercò di anticiparlo e mandò il suo comandante Filisto di Siracusa con delle navi ad intercettare quelle di Dione nella Japigia (territorio corrispondente all'attuale Salento, in Puglia).
Ma Dione fece altro tratto di mare e così mentre le truppe di Dionisio si avviavano verso l'Italia, il suo esercito si accingeva a sbarcare, dopo dodici giorni, nei pressi di Pachino, estrema punta della Sicilia sud-orientale.
Dione però decise di non voler toccare terra così vicino a Siracusa, per questo motivo, nonostante le proteste dei piloti che temevano il forte vento settentrionale, si diresse verso le terre agrigentine. Una tempesta furiosa però si abbatté sull'esercito proveniente da Zacinto; tuoni, fulmini, vento fortissimo e pioggia, fecero finire Dione e i suoi uomini quasi in Africa, vicino alla Libia. Poi però, fortunatamente, il vento cessò, il mare si calmò e poterono riprendere la rotta verso la costa della Sicilia.
Si diressero verso Eraclea Minoa, territorio controllato dai cartaginesi. Qui, Dione, aveva un amico, il comandante di Eraclea, tale Sinalo, che accolse il siracusano e l'esercito proveniente dall'Egeo. Sinalo li informò che Dionigi non si trovava attualmente a Siracusa, ma che era partito ottanta galee alla volta dell'Adriatico per andare a visitare alcune città di sua fondazione. Saputa l'interessante notizia, l'esercito di Dione volle approfittare di questa assenza per giungere prima del tiranno nella polis aretusea. Dione li assecondò; lasciò ad Eraclea le armi pesanti e le macchine che in grande quantità si era portato dietro, dicendo al suo amico di fargliele giungere a Siracusa.
Si misero in cammino verso la pentapoli siracusana. A loro si aggiunsero circa duecento cavalieri agrigentini. Lungo il loro cammino poi trovarono altri alleati nei geloi, camarinesi, leontini e nei siracusani sparsi per l'isola.

## L'arrivo a Siracusa

### L'entrata nella polis
Nel tempo che passò dal loro cammino fino all'arrivo nella polis, la fama della loro impresa crebbe notevolmente, tanto da spingere Timocrate, nuovo marito di Arete e comandante lasciato a guardia della polis da Dionisio II, a intimorirsi e fuggire via. La difesa dell'Epipoli, affidata a dei soldati di Leontini e della Campania appartenenti a Katane (Catania), venne messa in crisi da delle voci, non vere, che vedevano l'esercito di Dione dirigersi prima a Leontini e Catania per conquistare quelle due poleis. I soldati quindi abbandonarono la difesa dell'Epipoli per dirigersi verso i loro territori. Intanto Dione era giunto al fiume Anapo e qui con i suoi soldati fece un sacrificio al Sole nascente. Con l'avvicinarsi di Dione, i lealisti al tiranno ei ribelli entrarono in agitazione e incominciarono a commettere le prime violenze sulla popolazione. Vennero uccisi tutti quelli sospettati di tradimento dall'una e dall'altra parte. Dionisio II, saputo dell'imminente arrivo di Dione solo dalla voce pubblica, rimase esterrefatto e dall'Adriatico si diresse velocemente in patria. Ma ormai Doine era arrivato e venne accolto come un "liberatore" dalla folla disarmata.
Dione, a capo del suo esercito, era affiancato dal fratello Megacle e dall'ateniese Callippo; dietro di lui cento guardie stranieri gli facevano da scudo e ancora dietro vi era il resto dell'esercito coordinato dai capitani e ufficiali. Entrarono a Siracusa dalle porte Menetidi, lungo le strade la gente offriva loro qualunque tipo di dono: mense, ricchezze, ovazioni.
Ma fu l'inizio della guerra civile, poiché il tiranno non sarebbe rimasto a guardare suo zio Dione che gli toglieva il suo trono ed il potere su Siracusa. Le due opposte fazioni si diedero battaglie e come sempre accade in questi casi, a pagare furono gli innocenti, un prezzo altissimo in nome della politica, della libertà o del semplice cambio di guida della patria.
Suonarono le trombe e scomparve il chiacchiericcio tra il popolo, si disse che Dione e Megacle, venuti per abolire la tirannia, liberavano i Siracusani, e tutti i popoli della Sicilia dal gioco del tiranno.
Dione, volendo parlare egli stesso al popolo, presso il luogo detto Pentapilo, salì su un grande orologio solare, fatto costruire da Dionisio, e da qui esortò i siracusani a reagire e a lottare per ottenere la libertà che meritavano. Il suo discorso ebbe molto effetto, tanto che il popolo lo elesse, insieme al fratello, capitano supremo e insieme a loro altri venti cittadini ragguardevoli, dieci dei quali erano esuli cacciati dal tiranno.

## La presa delle città-quartiere e la roccaforte di Dionisio II

### Si arma il popolo
Si narra che Dione prese il controllo dell'Acradina e dell'Epipoli. Plutarco dice inoltre che l'ex allievo di Platone costruì un muro di fronte alla fortezza del tiranno, pronto a sfidarlo. Una settimana dopo Dionisio II era giunto dall'Italia e tramite mare era riuscito ad entrare nella cittadella fortificata costruita all'interno dell'isola di Ortigia.
Nello stesso giorno arrivarono un gran numero di carri provenienti da Eraclea Minoa; era l'equipaggiamento che Dione aveva lasciato a Sinalo e questi come promesso gli aveva fatto recapitare. Dione distribuì le armi a disposizione ai cittadini, chi era rimasto sena un'arma si procurò alla meglio una qualche difesa. Tutti si dimostrarono volenterosi e pronti a combattere per difendere ciò in cui credevano. In questo caso, per cacciare il tiranno e instaurare una nuova Repubblica.

### Gli ambasciatori
Dionisio II mandò a Dione e ai siracusani degli ambasciatori, con delle proposte di pace che sembravano molto vantaggiose. Ma Dione disse che quel popolo adesso era libero e che prima di trattare degli accordi Dionisio II doveva rinunciare alla tirannide. Questi sembrò acconsentire e così vennero inviati dei cittadini del popolo a parlamentare all'interno della cittadella.
Ma Dionisio II in realtà non aveva intenzione di rinunciare alla tirannide, e sorprendendo tutti, tenne come prigionieri quei deputati inviati come messi per le trattative. I siracusani non immaginavano un simile trucco e pensavano che la conferenza per la pace si stesse solo prolungando nel discutere. Dionisio II ottenne l'effetto voluto, ovvero un effetto a sorpresa, poiché ciò che in realtà voleva era far abbassare la guardia sia all'esercito di Dione che ai suoi seguaci. Appena ritenne i tempi opportuni, Dionisio II ordinò l'attacco.

### L'attacco a sorpresa
Senza che i cittadini e i soldati se lo potessero aspettare, l'esercito del tiranno scavalcò il muro che separava i ribelli dalla cittadella, e aprì in esso delle breccia per oltrepassarlo. Il popolo si vide arrivare addosso numerosi soldati armati, impaurito e sorpreso da tale mossa prese a darsi alla fuga, in questo modo i soldati di Dione si ritrovarono intralciati e intrappolati tra la massa popolare che urlando e correndo impediva loro di ascoltare gli ordini di Dione. A questo punto, Dione, per farsi capire usò i gesti e dando l'esempio si gettò in mezzo alla mischia, tra i tanti mercenari assoldati dal tiranno. Venne ferito alla mano da un colpo di picca, il suo scudo venne perforato e la sua armatura non avrebbe potuto resistere ancora a lungo sotto i potenti colpi delle armi a lui diretti. Eppure Dione ciò nonostante, per dare l'esempio ai suoi uomini, continuava a combattere senza cedere a Dionisio.
Cadde da cavallo e a salvarlo dalla furia dei nemici furono i suoi soldati, i quali lo trasportarono via dalla mischia. Al suo posto rimase a comandare tale Timonide. Dione rimontò a cavallo e corse per la polis ad animare i siracusani e a convincerli a riprendere il combattimento, poi si diresse ad Acradina e portò con sé i soldati del Peloponneso che aveva lasciato a guardia della città-quartiere. A questo punto le sorti della battaglia si capovolsero; i soldati di Dionigi erano ormai stanchi mentre quelli che Dione trasportò dall'Acradina erano ancora freschi poiché non avevano fino a quel momento avuto grandi battaglie. Le truppe di Dionsio furono messe in seria difficoltà da questa inaspettata resistenza, tanto che alla fine si ritirarono nella cittadella, decretando quindi la vittoria per l'esercito di Dione.
In questo primo scontro tra le due fazioni, vi furono dal lato di Dione settantaquattro vittime e dal lato di Dionisio II milletrecento.

### Le ricchezze dei Siracusani
Il popolo e l'aristocrazia, che appoggiava Dione, furono talmente felici di questa prima vittoria contro il tiranno che come ricompensa vollero dare a quei prodi guerrieri una ricompensa di denaro che corrispondeva a cento mine; lo storico Niccolò Palmeri fa un breve calcolo e da questo ne deduce che i siracusani dovevano possedere, per essere così generosi, all'epoca davvero grandi ricchezze:
(Niccolò Palmeri,Somma della Storia di Sicilia, Volume 1, pag. 154)

### Le tre lettere
Avendo fallito la prima battaglia, Dionisio II escogitò un altro modo per ottenere la cessazione delle ostilità; mandò un altro ambasciatore a Dione, questi gli consegnò tre lettere: la prima scritta dalla moglie di Dione; la seconda scritta dalla sorella di Dione; la terza lettera invece recava la scritta "Al padre". Il siracusano sospettoso di questa mossa del nipote, volle che quelle lettere fossero lette ad alta voce davanti a tutto il popolo. Vennero lette le prime due che contenevano le preoccupazioni e le raccomandazioni delle sue due donne più care. Ma la terza era diversa; la terza lettera molti pensarono che essendo indirizzata "Al padre" potesse essere stata scritta dal figlio piccolo di Dione, per questo motivo il popolo gli chiedeva di leggerla in privato, ma Dione non acconsentì e pretese che anche quella lettere venisse letta ad alta voce. Così fecero e si scoprì che l'autore della missiva non era il figlio di Dione ma bensì il nipote, ovvero il tiranno Dionisio II, il quale in una sorta di rammarico gli ricordava che un tempo egli si era mostrato fedele alla tirannide, che adesso non doveva comportarsi in questo modo, minacciò inoltre di ritorsione la sua famiglia che si trovava dentro la cittadella se fosse andato avanti con i suoi propositi, e infine lo pregava di non abolire la tirannide, ma di tenerla per sé stesso. Con questo stratagemma Dionisio aveva ottenuto ciò che si aspettava; era riuscito ad insinuare nel popolo siracusano il dubbio che Dione in realtà non stesse combattendo per rendere la polis libera ma per prendere il potere e governare al posto del tiranno.
Gli storici hanno sottolineato come sia volubile il carattere dei siracusani; pronti a dubitare di un uomo nonostante questi avesse loro salvato la vita fino a pochi secondi prima. Lo storico francese Charles Rollin giustifica questo loro agire sottolineando che essi agiscono di "pancia" e di "passione" per questo sono turbolenti:
(Charles Rollin, Storia antica e romana, vol. 9, pag. 42)

### L'arrivo di Eraclide
In questa situazione che diventava pericolosa per Dione e il suo esercito, giunse un nuovo personaggio della vicenda; tale Eraclide, valente capitano esiliato da Dionisio II proprio per volere di Dione. Eraclide aveva spiccate doti militari ma non altrettante virtù umane; era infatti considerato subdolo, traditore e ambizioso. Adesso si trovava a Siracusa in un contesto bellico nel quale era forzatamente alleato di Dione, ma non per questo decise di unire le forze ed essergli amico. Infatti Eraclide non perse nessuna occasione per metterlo in cattiva luce davanti ai siracusani.
Subito si instaurò tra i due una sorta di sfida per chi dovesse prendere il comando delle operazioni. Eraclide cercava di estromettere Dione con l'appoggio popolare; si mostrava incline ai desideri del popolo, affabile, attraente nei modi. Tutte cose che invece Dione non avrebbe mai fatto dato il suo carattere molto più "burbero", difetto questo che persino Platone gli aveva sempre rimproverato. E qui infatti, nel giudizio popolare, ebbe la peggio, perché come afferma saggiamente Plutarco:
(Plutarco, Vita di Dione.)
Riunita l'Assemblea del popolo si decise di dare il comando del mare ad Eraclide, togliendolo a Dione senza dirgli niente. Ma appena Dione lo venne a sapere fece talmente putiferio che questo atto venne revocato e, con malcontento dei siracusani, venne ridato il comando generale allo zio di Dionisio II.
Dopo aver sistemato le cose Dione prese da parte Eraclide e lo rimproverò, rinfacciandoli la sua ambizione per la quale non si faceva scrupoli nel mettere voci false su di lui pur di scavalcarlo ed essere migliore agli occhi dei siracusani, mettendo così in pericolo la comune causa. Infine, su sollecitazione di Dione stesso, venne assegnato ad Eraclide il comando delle navi. Eraclide inoltre finse di essere adesso amico di Dione, ma in verità alle spalle continuava a dire male di lui in giro per la polis.

### La morte di Filisto
Continuava il malcontento e il sospetto che il popolo nutriva per Dione, e la superbia e presunzione dei cittadini siracusani i quali credevano di poter vincere anche da soli, aumentò quando in mare venne catturato Filisto, uno dei migliori guerrieri che in passato aveva servito fedelmente Siracusa sotto gli ordini del tiranno Dionisio I, detto anche Dionisio il Grande. Gli storici si rammaricano per la crudele fine che fece proprio per mano dei suoi stessi concittadini; poiché una guerra chiama sempre violenza e in una guerra civile non si dà più valore al comune passato o al comune nome che lega gli abitanti di una stessa terra:
(Niccolò Palmeri, Somma della Storia di Sicilia, vol. 1, pag. 157)
Dopo averlo torturato lo gettarono senza ritegno nelle Latomie; le prigioni siracusane. Palmeri così commenta la fine di Filisto:
(Niccolò Palmeri, Somma della Storia di Sicilia, vol. 1, pag. 158)

## La fuga di Dionisio II

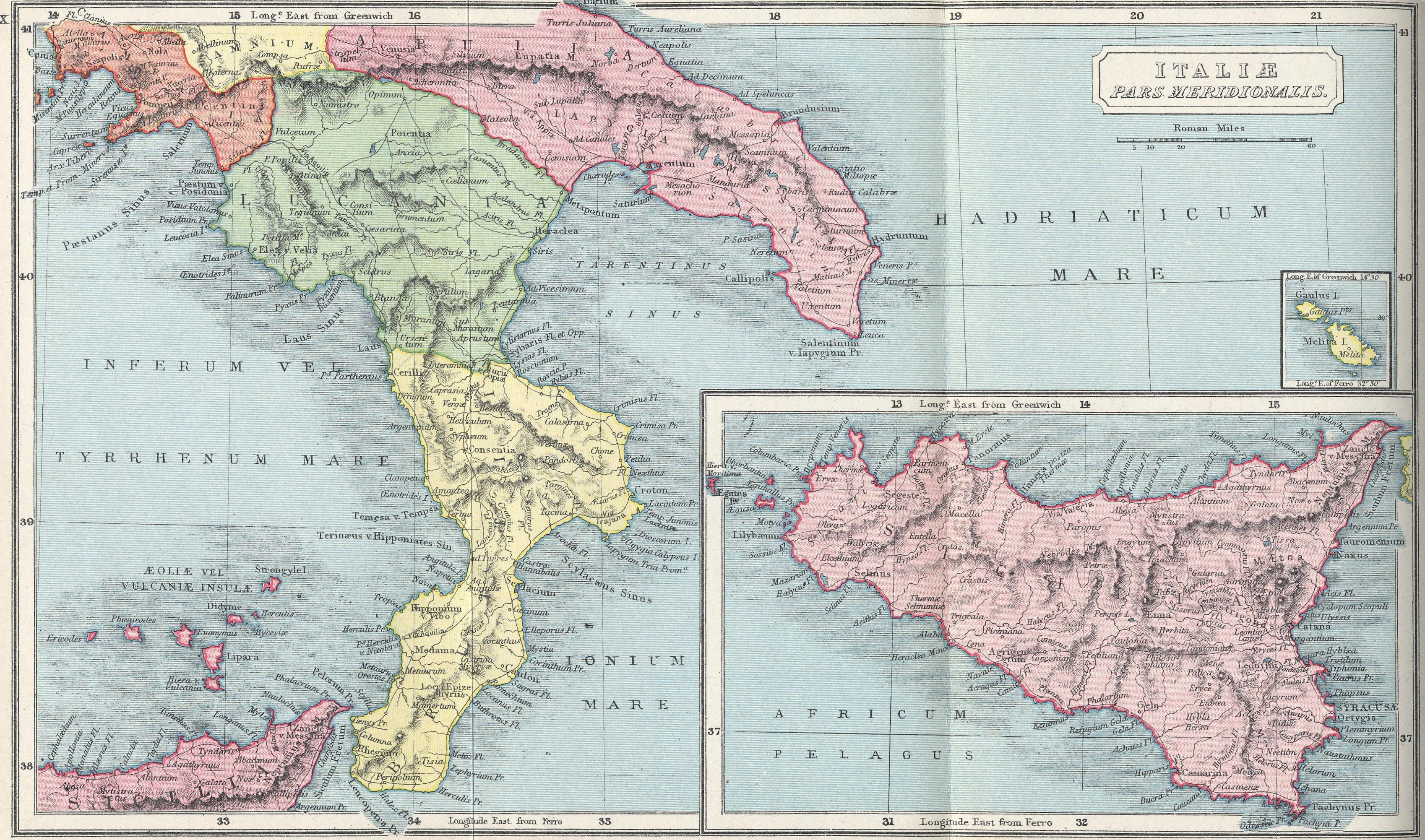
Una mappa che describve la posizione della Calabria rispetto alla Sicilia; Dionisio II si rifugiò a Locri, polis calabra vicina alla punta della regione.

### La partenza per Locri
Dionisio II, venuto a sapere della morte di Filisto, uno dei suoi migliori comandanti, si sentì perduto e mandò ambasciatori a contrattare con Dione, facendogli dire che era pronto a rinunciare alla rocca, alle armi, persino agli stipendi dei soldati e dei mercenari, basta che gli fosse concesso di partire sereno e con una rendita.
Dione prima di decidere volle consultare il popolo, il quale, adirato col tiranno, rifiutò questa proposta poiché volevano catturarlo e giudicarlo. Dionisio II dunque, partì segretamente da Siracusa; lasciò la rocca a suo figlio Apollocrate e sistemò sulle navi le cose e le persone a lui più care, dopodiché andò a rifugiarsi a Locri, in Calabria, la terra di sua madre.

## La cacciata di Dione presso Leonzio

### Eraclide e il popolo contro Dione
Eraclide, che aveva il compito di sorvegliare la rocca e che si era fatto sfuggire il tiranno Dionisio II, per riguadagnare punti agli occhi del popolo, propose in Assemblea un decreto molto populista e accattivante per le masse e la democrazia; propose di togliere le terre a chi ne aveva troppe e distribuirle in forma equa anche a chi non ne aveva. Ovviamente tale decreto ebbe l'ovazione della maggior parte del popolo, eccetto gli aristocratici e i ricchi. Ma nemmeno Dione fu d'accordo e questo suo dissenso gli costò caro, poiché il popolo, già sospettoso da tempo nei suoi confronti, trovò l'occasione giusta per liberarsi di lui, tendendo a favorire solo la parte di Eraclide, il quale scaltramente aveva raggiunto il suo scopo.
Il decreto passò e per vendicarsi dell'opposizione di Dione venne tolto ai suoi soldati lo stipendio e vennero tentati dal tradire Dione in cambio di ottenere la cittadinanza siracusana, ma questi, leali al loro comandante, non accettarono, ed anzi, salvarono Dione dalla furia della folla che voleva assalirlo.
Dione ricordava a quei disperati che così facendo andavano contro la comune causa, che oltre le mura, nella Rocca, vi era chi se la rideva nel vederli scontrarsi e dividersi. Ma il popolo non ne voleva sapere, la situazione si faceva sempre più accesa.
In un atto di estremo affetto per i suoi concittadini, Dione stesso s'intromise tra i suoi soldati che volevano attaccate i siracusani così irriconoscenti verso colui che altro non voleva se non la fine della tirannide, e Dione li disse che non dovevano in alcun modo colpire i siracusani. Li difese dai suoi stessi soldati, e al tempo stesso fece di tutto per impedire ai siracusani di attaccare il suo esercito.
La situazione comunque non si placò. I soldati di Dione, ascoltando il volere del loro capo, non toccarono i siracusani e si limitarono a portare al sicuro Dione, presso Leonzio (nel territorio di Lentini). Qui, alla riva del fiume di Leonzio l'inseguirono i rivoltosi siracusani, i quali volevano soddisfazione con la parola e invece trovarono ad attenderli veri colpi di mani, poiché Dione e i suoi stavolta avevano davvero perso la pazienza, così li misero in fuga e poterono avere pace e rifugio presso Leontini, i cui abitanti si mostrarono comprensivi verso la causa di Dione, al punto tale che stipendiarono i soldati e offrirono loro la cittadinanza.

## Il saccheggio e le violenze
Ma Dionisio II, anche se adesso si trovava distante da Siracusa, non aveva comunque dimenticato che lì era in atto la guerra che avrebbe stabilito se il potere sarebbe rimasto o no nelle mani della sua famiglia. Quindi mandò a rifocillare i suoi mercenari e la cittadella molte navi cariche di frumento e denaro, sotto il comando di tale Nipsio da Napoli. Queste navi però vennero assalite dai siracusani, i quali si riempirono lo stomaco e bevvero fino a non avere più il sentore della lucidità (lo storico Palmeri dice che "l'ubbriachezza e la ghiottoneria erano vizi ingentiti dei Siracusani")
Nipsio quindi, vedendo condizioni favorevoli per sferrare un attacco a sorpresa, mandò contro le sonnolenti guardie i mercenari del tiranno, i quali riuscirono facilmente ad entrare in città. Quel che successe dopo è il tipico racconto di ciò che avviene durante un saccheggio, o una presa, di un territorio, solo che qui gli effetti furono ancora più devastanti poiché, ancora una volta, il popolo di Siracusa non era per nulla preparato ad affrontare o difendersi da simili avvenimenti; la polis aretusea era sempre stata inespugnabile per i nemici, motivo che aveva spinto i siracusani a sentirsi eccessivamente al sicuro dentro le proprie mura. Ma adesso l'attacco proveniva dalle stesse mura amiche; da soldati provenienti dall'isola di Ortigia e per di più si ritrovavano senza il loro miglior difensore, Dione, che per dar retta al loro malcontento dubbioso avevano fatto allontanare con i suoi prodi guerrieri dalla polis.
Niente poté fermare i mercenari che dando libero sfogo alla violenza distrussero le case del popolo, uccisero gli uomini e portarono con la forza donne e bambini alla Rocca. Le case vennero incendiate, nulla sopravviveva al passaggio dei soldati.
Tra le grida disperate, cresceva sempre più il pensiero di richiamare Dione, solo che si temeva la reazione di Eraclide e del suo esercito che però, stava dimostrando di non riuscire da solo a tenere testa agli uomini di Dionisio II. Dunque si decise con urgenza, e con un sol grido concorde, di richiamare subito Dione e i suoi a salvare la situazione, ormai disperata della città di Siracusa.
A decisione presa quindi alcuni cavalieri siracusani, con i loro alleati, corsero il più velocemente possibile a Lentini per cercare Dione.

### Le lacrime di Dione
Giunti a Leontini, Arconide ed Ellanico, due dei messi inviati dai siracusani, raccontarono durante l'Assemblea, indetta d'urgenza, quello che stava accadendo a Siracusa e dissero, in nome del popolo siracusano, di essere pentiti per come avevano trattato Dione:
(Niccolò Palmeri, Somma della Storia di Sicilia, Volume 1,, pag. 160)
Dione prese parola, ma non riuscì a esprimersi poiché le lacrime per il dolore di quel che stava accadendo al suo popolo, lo facevano stare male e gli bloccavano le parole. Si fece forza e incominciò il suo discorso per convincere i soldati ad andare in soccorso della città:
(Plutarco, Vita di Dione, traduzione di Girolamo Pompei.)
Non lo lasciarono nemmeno finire di parlare, l'Assemblea si levò anch'essa in un sol grido e decisero di correre in soccorso di Siracusa, volendo seguire Dione. Misero a punto i preparativi e quella notte stessa partirono alla volta della città dei tiranni.

### Il contrattacco
Intanto a Siracusa, giunta la notte, i soldati del tiranno avevano finalmente messo fine alla strage. Eraclide, tornato un po' di respiro, iniziò a lamentarsi del fatto che i siracusani avessero richiamato Dione e i suoi in città. Tentò di bloccare la loro venuta con dei messaggeri che andassero a dire a Dione che doveva sospendere la sua marcia, ma i siracusani mandarono altrettanti messaggeri facendoli dire invece che doveva sbrigarsi a venire.
Con la venuta del mattino, iniziò per Siracusa una seconda tragica giornata di violenze. I soldati di Dionisio II erano tornati in numero ancora maggiore e con più impeto. Gli storici ci descrivono così quei tragici momenti per la polis aretusea:
(Niccolò Palmeri, Somma della Storia di Sicilia, Volume 1,, pag. 162)
Lo stesso Eraclide, capì che Siracusa era spacciata se non s'interveniva subito con più forze per salvarla:
(Niccolò Palmeri)
Appena i siracusani videro entrare Dione in città, un sentimento di sollievo si scatenò in loro e vedendo che egli con i suoi soldati già dava addosso e faceva arretrare le truppe di Dionisio, decisero subito di unirsi a lui per liberare la propria terra da chi la voleva tenere col pugno di ferro, senza amore. Dione, vedendoli stavolta decisi a vendicarsi, li guidò insieme ai suoi soldati; li divise in più compagini e tutti andarono per le vie delle strade a mettere in fuga gli uomini del tiranno. La battaglia non fu ordinata, poiché si combatté tra le macerie, tra le grida, tra la disperazione; si combatté nelle piazze, nei vicoli, dovunque. La fazione di Dione risultò innarrestabile e riuscirono a spingere i lealisti e i mercenari di Dionisio II dentro la rocca.

## L'assalto alla Rocca
Il resto della notte venne passato dai cittadini a spegnere gli incendi delle loro case e a cercare di risistemarle alla meglio, come potevano. La lotta per le strade era finalmente cessata.
Di giorno Eraclide e suo fratello vennero incontro a Dione, ammettendo pubblicamente di aver fallito nella difesa di Siracusa. I soldati di Dione gli suggerivano di non perdonare costui ed anzi di consegnarlo a loro per punirlo del suo subdolo comportamento. Ma Dione non acconsentì e invece lo perdonò dicendo ai suoi:
(Niccolò Palmeri su Dione)
Venendo un'altra volta sera, Dione fece tagliare a tutti i siracusani dei grossi pezzi di legno; per tutta la notte fece piantare questi legnami nel circondario della Rocca. All'indomani, con molta sorpresa di tutti, nemici compresi, si vide che la Rocca era adesso cinta e isolata da un fortissimo steccato. Quel giorno stesso si convocò l'Assemblea, nella quale si doveva decidere a chi spettassero i supremi comandi delle operazioni di terra e di mare. Eraclide fu il primo a proporre Dione per il comando generale, ma allora insorsero i marinai che volevano fosse tolto il comando delle navi a Eraclide. Si stabilì infine che entrambi si sarebbero divisi il comando: l'uno di terra e l'altro di mare.
Nel frattempo Dione fece aborile, durante l'emissione dei verdetti, il precedente decreto della eguale distribuzione dei beni. Questo gli inimicò i popolari che diedero così modo a Eraclide di poter complottare ancora contro l'ex allievo di Platone.

### La battaglia presso Akragas
Presso Neapoli, ad Agrigento, vi era uno spartano, tale Feracide, che stava agli ordini di Dionisio II. I siracusani Eraclide e Dione andarono quindi per mare e per terra ad affrontarlo. Ma mentre Dione combatteva lealmente, si dice invece che Eraclide avesse un patto segreto con Feracide tramite il tiranno. Dione venne sconfitto in battaglia, ma non avendo riportato gravi perdite, si rimise in sella per sferrare un nuovo attacco. Ciò che invece lo sorprese fu il venire a conoscenza che Eraclide, lasciando stare il combattimento in terra agrigentina, stava veleggiando con le sue armate diretto a Siracusa, col tentativo di estromettere una seconda volta Dione dalla polis.
Allora Dione, deciso stavolta a non lasciare più Siracusa nelle mani di Eraclide, cavalcò in tutta fretta, senza fare alcuna sosta, da Agrigento a Siracusa, riuscendo ad arrivare prima delle navi di Eraclide.

### La breve riappacificazione
Eraclide incontrò per mare, un altro spartano, tale Gesilo, che disse ai siracusani che egli si trovava lì perché voleva partecipare a quella guerra. Eraclide allora vide nello spartano la possibilità di sottrarre finalmente il comando a Dione; mandò quindi un messaggio a Siracusa, facendo dire ai ribelli che vi era Geliso di Sparta, che come il più celebre Gilippo (colui che guidò l'esercito siracusano durante il tentativo di conquista di Atene nella polis aretusea), era pronto a salvare la città ponendola al suo comando durante le operazioni belliche.
Ma Dione gli fece rispondere che Siracusa non aveva bisogno di un altro comandante. Lo spartano capendo l'aria tesa che tirava tra i due comandanti in carica, decise educatamente di non intromettersi in quella lotta e, lasciato da parte ogni pensiero di combattere, si dedicò anzi a riappacificare Eraclide e Dione. Ancora una volta Dione perdonò Eraclide, il quale promise che mai più avrebbe intentato qualche complotto contro il suo alleato.

### Apollocrate lascia la Rocca
I siracusani decisero di licenziare l'armata, a loro dire troppo costosa e turbolenta. Credettero che per assaltare la Rocca di Dionisio II da terra, fossero sufficienti non un gran numero di persone.
Apollocrate nel frattempo, dentro la cittadella, vide i rifornimenti di viveri diminuire e sparire ogni speranza di soccorso da parte di alleati esteri o interni alla Sicilia. Quindi vedendo che anche i suoi mercenari minacciavano, in quella precaria situazione, di porsi contro di lui, decise dunque di cedere la Rocca, con tutte le armi, e apparati bellici. Nel frattempo si diede alla fuga: caricò i suoi averi su cinque triremi, e con la madre e la sorella s'imbarcò all'alba per andare a raggiungere suo padre in Calabria.
La Rocca era finalmente stata presa. La guerra civile di Siracusa era finita. Aveva vinto il popolo che voleva la fine della tirannide.

## Fase finale

### La Rocca è del popolo
I cittadini andarono al mare per vedere la partenza di Apollocrate e per vedere "nascere il sole in Siracusa già libera".
Fu una grande festa in ogni parte della pentapoli. Dione entrò nella rocca e qui trovò sua sorella e vedova di Dionisio I, Aristomaca, che gli venne incontro tenendo per mano suo figlio Ipparino, e accanto a loro sua moglie, Arete, che per l'imbarazzo del nuovo matrimonio, al quale era stata costretta da Dionisio II, non sapeva quale sarebbe stata la reazione di Dione nel rivederla.
Ma Dione, dopo avere abbracciato la sorella e il figlio, corse piangendo a stringere anche Arete, per lui ancora sua moglie. Mandò la sua famiglia fuori dalla Rocca nella quale era stata obbligata a stare per volere del tiranno. E la fece abitare nella sua vecchia casa, dove voleva continuare a vivere, nonostante adesso fosse considerato da tutti come "Il liberatore di Siracusa".
Dione volle lasciare la Rocca, simbolo del potere tirannico, al popolo. Adesso egli era considerato un grande personaggio politico, poiché deteneva la vittoria su uno dei tiranni che aveva posseduto, senza saperla guidare bene, una tra le poleis più potenti del Mediterraneo, e non solo, aveva dimostrato di saper comandare in maniera eccelsa un popolo colmo di ansie e paure durante il terribile conflitto civile.
Per questo motivo Dione adesso non godeva solo della stima e rispetto delle poleis di Sicilia, come spesso succede nella politica internazionale, anche le grandi potenze dell'epoca quali Atene, Sparta, Cartagine, avevano gli occhi puntati su Dione e su ciò che stava accadendo a Syrakousai, la capitale di Sicilia, che essendosi liberata ella stessa dalla tirannide della dinastia dei Dionisi, mostrava la strada per la libertà anche alle poleis o colonie a lei fino a quel momento soggette.
I festeggiamenti continuarono per tutta la giornata. Ma mentre tutti si davano alla pazza gioia, Dione rimaneva serio, tanto che si disse pareva non essere in mezzo ai trionfi ma bensì all'Accademia con Platone, vista l'austerità che dimostrava. Il siracusano in realtà aveva in quel momento pensiero solo per dare a Siracusa un nuovo governo, poiché era cosciente che una città così vasta e così importante sarebbe stata facile e appetibile preda di quanti, interni o esterni, avessero voluto approfittare della palese circostanza di debolezza politica. Dunque non vi era tempo da perdere, bisognava formare un nuovo assetto governativo.

### Conclusioni finali
La guerra civile di Siracusa viene considerata finita dal momento che Dione e il popolo siracusano, riescono ad entrare nella Rocca e conquistarla in nome della libertà e dell'abbattimento della tirannide.
Dunque le vicende, se pur immediatamente successive a questa conclusione, non appartengono però alla narrazione degli eventi bellici svoltisi durante la guerra. Ma per concretezza si può comunque qui accennare a cosa accadde ai vari personaggi principali una volta che il conflitto popolare venne dichiarato finito.
- Dione, volendo formare un governo sullo stampo del modello di Creta o di Sparta, composto da mescolanze di re e di popolo, decise di far venire da Corinto dei consiglieri che lo aiutassero nell'arduo compito di formare un nuovo governo.
- Eraclide di Siracusa; essendosi questi ancora una volta, nonostante l'ultima promessa fatta, posto a complotto contro Dione, fu deciso allora di non perdonarlo più. Dione non si oppose a chi voleva metterlo a morte, quindi Eraclide venne ucciso.
- Callippo di Atene; il comandante che era stato a fianco di Dione fin dall'inizio, e che lo aveva ospitato nella sua casa quando questi si trovava in esilio in Grecia, cambiò comportamento e bramando il potere della polis di Siracusa tutto nelle sue mani, decise di liberarsi di colui che era in quel momento il centro della politica aretusea, Dione. Quindi gli tese un agguato, formando una congiura con altri soldati di Zacinto, nemici del siracusano e lo uccise nella sua casa, mentre Dione stava riposando. Morì così il protagonista che salvò Siracusa dalla dissennata tirannide di Dionisio II; era l'anno 354 a.C..[27]
- Atrocità del dopo-guerra: Siracusa, morto Dione, non fece in tempo ad ottenere un nuovo governo. Finita tra le bramosie degli uomini di potere che fra loro si disputavano il comando, stremata com'era dopo anni di guerra civile, versava ora in condizioni sociali e politiche molto deboli. In questo ambiente, vennero imprigionate la sorella e la moglie di Dione, Arete, la quale era incinta di un figlio di Dione. Arete partorì in carcere; tale Iceta, amico del siracusano ucciso e nuovo personaggio influente nella politica della polis, le rimise in libertà, ma, traditore e crudele quanto l'ateniese Callippo, col finto pretesto di mandare la famiglia in esilio nel Peloponneso, le fece annegare in mare con il neonato.[28]
- L'ateniese Callippo ottenne il suo crudele scopo e divenne nuovo tiranno di Siracusa.[29]
- Nel 346 a.C., Dionisio II, approfittando della debolezza in cui si trovava la polis, ritornò a Siracusa e venne a riprendersi la corona.[29]
- I siracusani a questo punto, ormai disperati e stanchi, dopo aver visto il susseguirsi ancora di altri tiranni dopo Callippo e aver visto con sgomento il ritorno di Dionisio II, chiederanno aiuto a Corinto, la quale invierà uno dei suoi migliori generali di nome Timoleonte che cambierà non solo le sorti di Siracusa, ma dell'intera Sicilia.[30]

## Conseguenze

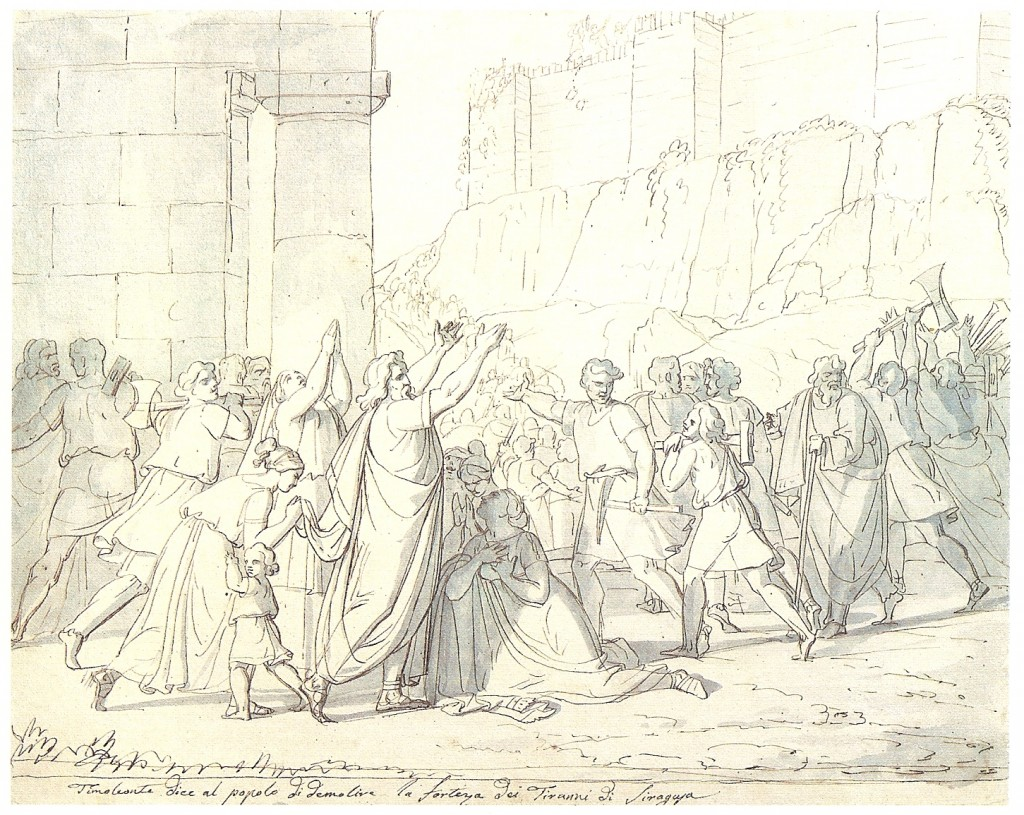
Timoleonte viene accolto come un liberatore dalla folla festante

Quando cessò il conflitto bellico interno alla polis, Dione poté riabbracciare la sua famiglia e tornare a vivere a Siracusa. Ma il condottiero non era tranquillo, vedeva l'urgenza di dare un assetto nuovo e stabile alla politica siracusana. Voleva formare un governo mescolato di aristocrazia e popolo, sullo stampo di quello di Creta e di Sparta. Per questo motivo chiamò dei consiglieri dalla polis greca alleata Corinto, pensando che servissero gente "estranea al potere" del territorio aretuseo, vista la ancora troppo accesa diatriba tra chi preferiva il tiranno e chi voleva la democrazia. Nel frattempo accadde che Eraclide, uno dei comandanti che avevano guidato la ribellione della polis durante la guerra civile, essendo geloso della popolarità di Dione, complottò ancora una volta contro di lui, cercando di insinuare nel popolo il dubbio che Dione in realtà ambisse al posto di nuovo tiranno. Dione a questo punto, dopo averlo perdonato già diverse volte in passato, decise di non giustificarlo più e lasciò che i suoi nemici lo condannassero a morte. Ma triste fine ebbe anche il prode siracusano zio di quel tiranno che con fatica era riuscito a cacciare dal trono, poiché l'ateniese Callippo, altro suo compagno di viaggio durante il suo esilio forzato in Grecia e suo soldato durante la presa di Siracusa, avendo bramosie di potere e poco valore morale, decise di tradire Dione e ordire un complotto contro di lui. Alcuni storici dicono che fosse stato pagato, quindi comprato, dagli amici di Eraclide, che volendo vendicare l'uccisione del loro capo, corruppero Callippo perché ammazzasse Dione. Ma, il prosieguo della storia, suggerisce che Callippo abbia piuttosto agito per egoismo e ambizione al potere. Dione venne sorpreso mentre era nella sua casa, sul suo letto che stava riposando. Callippo, che coinvolse altri soldati di Zacinto nella congiura, tentò con quegli uomini prima di strangolarlo, poi non riuscendoci lo pugnalarono e lo uccisero. Morì così uno dei personaggi più significativi della storia siracusana di questo periodo.
Dopo la morte di Dione, Siracusa entrò nel caos. Callippo riuscì ad ottenere la tirannide ma restò in carica solo tredici mesi, poi fu cacciato da Ipparino, fratello di Dionisio. Tale Ipparino assalì Messina e Katane e ne fu respinto. Dopo che vide di non poter ottenere la signoria di nessuna poleis di Sicilia, preferì emigrare a Reggio, in Calabria, dove fu ucciso da Leptine e Peliperconte, nel 350 a.C., si dice con lo stesso pugnale col quale venne ucciso Dione.
Siracusa non aveva più ordine, la città senza una guida e spossata dal troppo lungo periodo bellicoso, cercava consiglio su come trovare serenità politica. Alcuni cittadini amici di Dione, spedirono speranzosi una lettera a Platone, il quale, ignorando gli ultimi avvenimenti, non sapeva che Dione fosse morto e quindi nella sua missiva scriveva come risposta di porre tre re che governassero contemporaneamente: Dionigi II, Ipparino (figlio di Dionigi I) e Ipparino (figlio di Dione), ma anche questo era morto prima del padre. Poi il filosofo consigliava di indire un Senato, un'assemblea del popolo e un magistrato composto da trentacinque cittadini. Ma i consigli di Platone non potevano essere ascoltati e quindi anche questo tentativo di trovare assetto politico tramite il filosofo ateniese fallì.
Ad Ipparino subentrò Niseo, ma i disordini non ebbero fine, anzi, aumentarono rendendo la vita nella polis davvero difficile. Con questa situazione tragica, molti dei cittadini decisero di emigrare, spopolando quella che un tempo era l'unica polis in grado di sfidare, e superare, il numero di popolazione della capitale greca, Atene.
Gli emigrati siracusani andarono a cercare sollievo e rifugio a Lentini, qui molti si unirono ad Iceta, il tiranno lentinese. Ma nel frattempo a Siracusa la situazione era precipitata, poiché essendo in uno stato di debolezza sociale, oltre che politica, ne risentiva anche il sistema difensivo e infatti, Dionisio II, non trovò difficoltà quando decise di ritornare a prendersi il comando della polis aretusea. Scacciò Niseo e, nel 346 a.C., si rinominò tiranno di Siracusa.